# Stichting Betaald Voetbal Vitesse 2014-2015
Questa voce raccoglie le informazioni riguardanti lo Stichting Betaald Voetbal Vitesse nelle competizioni ufficiali della stagione 2014-2015.

## Rosa
| N. |                        | Ruolo | Calciatore          |
| -- | ---------------------- | ----- | ------------------- |
| 1  | Curaçao (bandiera)     | P     | Eloy Room           |
| 2  | Brasile (bandiera)     | D     | Wallace             |
| 3  | Israele (bandiera)     | D     | Dan Mori            |
| 5  | Paesi Bassi (bandiera) | C     | Kelvin Leerdam      |
| 6  | Inghilterra (bandiera) | C     | Josh McEachran      |
| 7  | Paesi Bassi (bandiera) | C     | Marko Vejinović     |
| 8  | Georgia (bandiera)     | C     | Valeri Q'azaishvili |
| 9  | Serbia (bandiera)      | A     | Uroš Đurđević       |
| 10 | Paesi Bassi (bandiera) | C     | Davy Pröpper        |
| 11 | Ucraina (bandiera)     | C     | Denys Oliynyk       |
| 14 | Nigeria (bandiera)     | A     | Abiola Dauda        |

| N. |                         | Ruolo | Calciatore               |
| -- | ----------------------- | ----- | ------------------------ |
| 15 | Paesi Bassi (bandiera)  | D     | Arnold Kruiswijk         |
| 18 | Zimbabwe (bandiera)     | D     | Marvelous Nakamba        |
| 20 | Marocco (bandiera)      | C     | Zakaria Labyad           |
| 22 | Paesi Bassi (bandiera)  | P     | Piet Velthuizen          |
| 23 | Paesi Bassi (bandiera)  | C     | Jan-Arie van der Heijden |
| 25 | Paesi Bassi (bandiera)  | C     | Gino Bosz                |
| 27 | Burkina Faso (bandiera) | C     | Bertrand Traoré          |
| 30 | Ecuador (bandiera)      | A     | Renato Ibarra            |
| 35 | Paesi Bassi (bandiera)  | D     | Rochdi Achenteh          |
| 37 | Georgia (bandiera)      | D     | Gouram Kashia            |
| 40 | Paesi Bassi (bandiera)  | D     | Kevin Diks               |

## Risultati

### Campionato

#### Girone di andata
| 10 agosto 2014, ore 14:30 1ª giornata | Ajax | 4 – 1 | Vitesse |  |

| 16 agosto 2014, ore 20:45 2ª giornata | Vitesse | 2 – 2 | Cambuur |  |

| 24 agosto 2014, ore 12:30 3ª giornata | PEC Zwolle | 2 – 1 | Vitesse |  |

| 31 agosto 2014, ore 12:30 4ª giornata | PSV | 2 – 0 | Vitesse |  |

| 14 settembre 2014, ore 14:30 5ª giornata | Vitesse | 3 – 1 | Excelsior |  |

| 20 settembre 2014, ore 20:45 6ª giornata | Vitesse | 1 – 1 | Heerenveen |  |

| 27 settembre 2014, ore 18:30 7ª giornata | Dordrecht | 2 – 6 | Vitesse |  |

| 3 ottobre 2014, ore 20:00 8ª giornata | Vitesse | 6 – 1 | ADO Den Haag |  |

| 18 ottobre 2014, ore 18:30 9ª giornata | Willem II | 1 – 4 | Vitesse |  |

| 25 ottobre 2014, ore 18:30 10ª giornata | Vitesse | 2 – 2 | NAC Breda |  |

| 2 novembre 2014, ore 12:30 11ª giornata | Utrecht | 3 – 1 | Vitesse |  |

| 9 novembre 2014, ore 14:30 12ª giornata | Vitesse | 0 – 0 | Feyenoord |  |

| 22 novembre 2014, ore 18:30 13ª giornata | AZ Alkmaar | 1 – 0 | Vitesse |  |

| 29 novembre 2014, ore 19:45 14ª giornata | Vitesse | 2 – 2 | Go Ahead Eagles |  |

| 7 dicembre 2014, ore 16:45 15ª giornata | Vitesse | 2 – 2 | Twente |  |

| 14 dicembre 2014, ore 14:30 16ª giornata | Groningen | 1 – 1 | Vitesse |  |

| 21 dicembre 2014, ore 12:30 17ª giornata | Vitesse | 3 – 0 | Heracles Almelo |  |

#### Girone di ritorno
| 17 gennaio 2015, ore 20:45 18ª giornata | Vitesse | 0 – 1 | PSV |  |

| 24 gennaio 2015, ore 20:45 19ª giornata | Heerenveen | 4 – 1 | Vitesse |  |

| 1 febbraio 2015, ore 14:30 20ª giornata | Vitesse | 1 – 0 | Ajax |  |

| 4 febbraio 2015, ore 20:45 21ª giornata | Cambuur | 0 – 2 | Vitesse |  |

| 7 febbraio 2015, ore 20:45 22ª giornata | NAC Breda | 0 – 1 | Vitesse |  |

| 14 febbraio 2015, ore 19:45 23ª giornata | Vitesse | 2 – 0 | Willem II |  |

| 22 febbraio 2015, ore 14:30 24ª giornata | Twente | 1 – 2 | Vitesse |  |

| 28 febbraio 2015, ore 18:30 25ª giornata | Vitesse | 2 – 1 | PEC Zwolle |  |

| 7 marzo 2015, ore 19:45 26ª giornata | Heracles Almelo | 1 – 1 | Vitesse |  |

| 13 marzo 2015, ore 20:00 27ª giornata | Vitesse | 3 – 1 | AZ Alkmaar |  |

| 21 marzo 2015, ore 18:30 28ª giornata | Go Ahead Eagles | 0 – 2 | Vitesse |  |

| 4 aprile 2015, ore 18:30 29ª giornata | Vitesse | 1 – 1 | Groningen |  |

| 11 aprile 2015, ore 18:30 30ª giornata | Excelsior | 1 – 3 | Vitesse |  |

| 18 aprile 2015, ore 19:45 31ª giornata | Vitesse | 3 – 0 | Dordrecht |  |

| 24 aprile 2015, ore 20:00 32ª giornata | ADO Den Haag | 1 – 0 | Vitesse |  |

| 11 maggio 2015, ore 20:00 33ª giornata | Feyenoord | 1 – 4 | Vitesse |  |

| 17 maggio 2015, ore 14:30 34ª giornata | Vitesse | 3 – 3 | Utrecht |  |